# Moros y cristianos

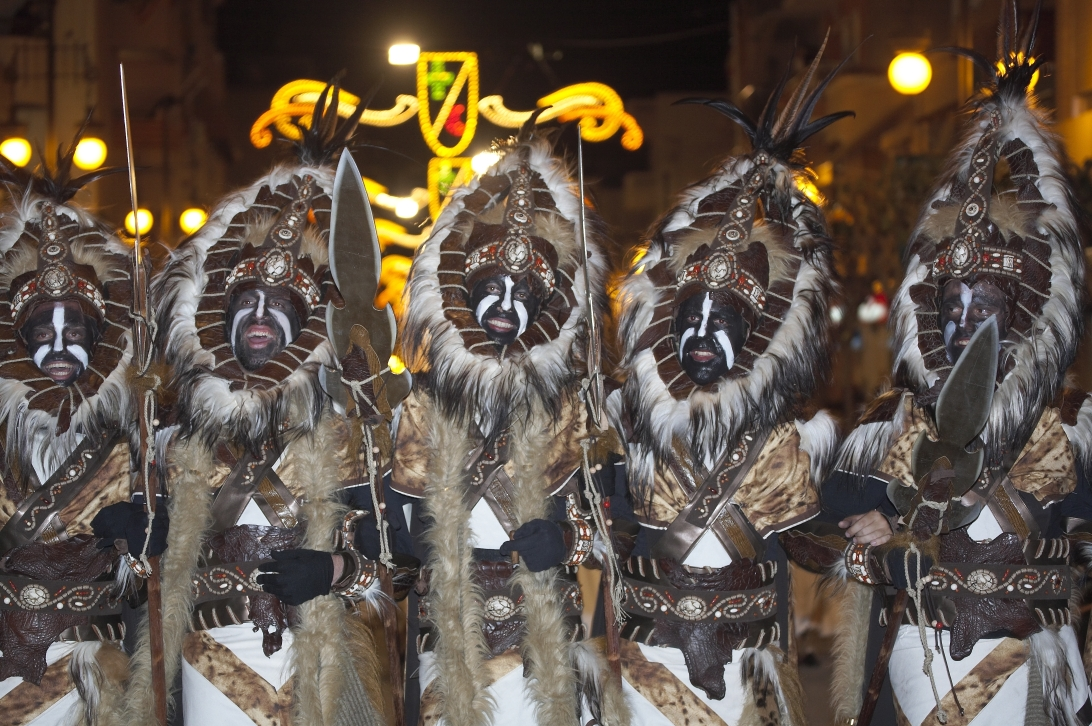
Festa em El Campello.

Moros y Cristianos (em espanhol) ou Moros i Cristians (em língua valenciana) literalmente em português Mouros e Cristãos, é um festival que ocorre na Espanha, de forma a celebrar a Reconquista entre o século VIII e o século XV.
Uma versão deste festival existe nas Filipinas como o nome de moro-moro.
Nos paises lusófonos, esta festa ocorre de forma parecida, com o nome de Cavalhadas. 